# الغواصة الألمانية يو-200
غواصة يو-200 غواصة يو بوت ألمانية من الفئة التاسعة دي2 بنيت لسلاح بحرية ألمانيا النازية كريغسمارينه، في أحواض إيه جي فيزر في بريمن خلال الحرب العالمية الثانية. أبحرت يو-200 في 11 يونيو 1943 وغرقت قبالة أيسلندا من قبل كونسوليديتد بي بي واي كاتالينا في 24 يونيو.